# David Charpentier de Cossigny
Pour les articles homonymes, voir Charpentier de Cossigny et Charpentier (homonymie).
 (septembre 2016).
Si vous disposez d'ouvrages ou d'articles de référence ou si vous connaissez des sites web de qualité traitant du thème abordé ici, merci de compléter l'article en donnant les références utiles à sa vérifiabilité et en les liant à la section « Notes et références ».
David Charpentier de Cossigny, est un gouverneur colonial français né le 9 février 1740 à Gaillac dans l'Albigeois et mort le 20 septembre 1801  aux Plaines Wilhems en Île de France (Maurice).

## Biographie
Colonel, il devient gouverneur général de l'Inde française du 15 août 1784 jusqu'en septembre 1787, nommé gouverneur de l'Île-Bourbon le 9 mars 1787 et de l'Île de France en 1790.
Le 4 décembre 1789, Isle de Bourbon rentre dans la période révolutionnaire. Le gouverneur Charpentier de Cossigny convoque les habitants afin qu'ils se prononcent sur l'établissement ou non d'une Assemblée Coloniale et qu'ils désignent un député. Seule la paroisse de Saint-Denis ne se conforme pas ce qui provoque une bataille juridico-politique entre le quartier de Saint-Denis et les autorités coloniales. Le 27 décembre, la paroisse de Saint-Denis crée illégalement un comité permanent en charge d'obtenir des administrateurs la réunion rapide d'une Assemblée générale. Il faudra attendre le 25 mai 1790 pour voir le jour d'une Assemblée Générale. Elle s'empare alors du pouvoir législatif.
Charpentier de Cossigny est appelé à remplacer Thomas Conway, démissionnaire, par ordre royale du 10 août 1789 mais quitte Bourbon que le 15 août 1790.

## Œuvres
- Les Indiens, ou Tipou-Sultan, fils d'Ayder-Aly, &c  (Probablement imprimé à Paris avec un faux titre), Libraire Edme-Jean Le Jay, 1788, 227 p. (OCLC 1001346268)